# Thames Ironworks and Shipbuilding Company
La Thames Ironworks and Shipbuilding Company, Limited fu un cantiere navale e ferriera situato lungo la confluenza tra il Bow Creek e il Tamigi, tra il molo di Leamouth (spesso chiamato Blackwall) sul lato ovest e Canning Town a est. L'attività principale era la cantieristica navale, ma si occupò anche in ingegneria civile, motori marini, gru, ingegneria elettrica e automobili.

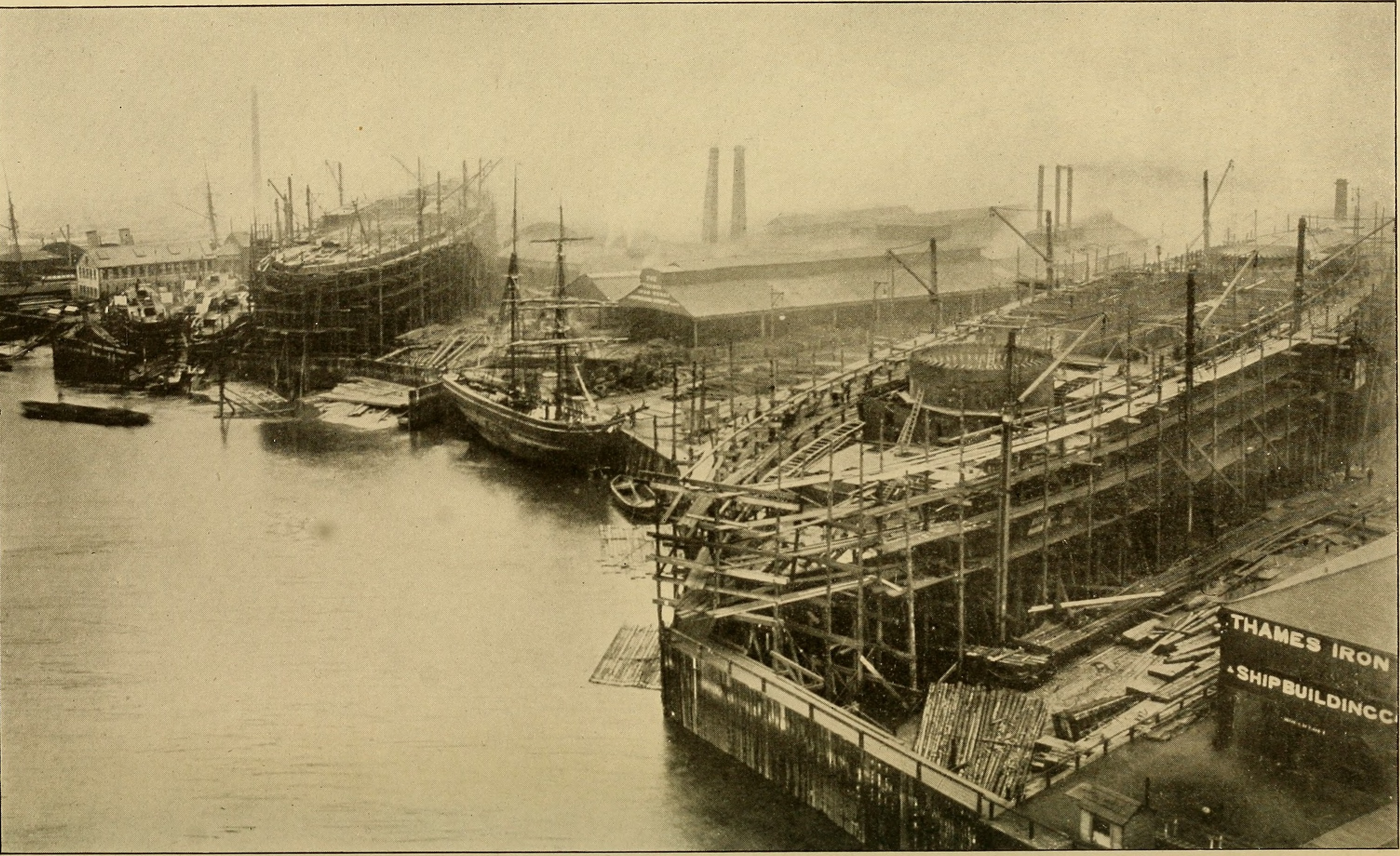
Navi da guerra in costruzione nel cantiere orientale, circa 1902.

La società produsse la carpenteria metallica per il Royal Albert Bridge, ponte sul Tamar progettato da Isambard Kingdom Brunel, e la prima nave da guerra con scafo in ferro, la HMS Warrior, varata nel 1860.

## Storia

### 1837–46
La società nacque nel 1837 come Ditchburn and Mare Shipbuilding Company, fondata dal carpentiere navale Thomas J. Ditchburn e dall'ingegnere e architetto navale Charles John Mare. Originalmente era collocata a Deptford ma, dopo che un incendio distrusse il cantiere, nel 1838 la società fu trasferita a Orchard Place, tra il bacino dell'East India Dock e Bow Creek. Lì prese possesso del cantiere dei defunti William e Benjamin Wallis.
La società fece bene e in pochi anni arrivò ad occupare tre cantieri, per un'area di 14 acri.
Ditchburn e Mare furono tra i primi costruttori di navi in ferro nell'area. La loro partnership era iniziata per la costruzione di piccoli vapori a pale tra le 50 e le 100 t, per poi arrivare a vapori per attraversare la Manica e per il 1840 costruivano navi da più di 300 t. I clienti iniziali della società comprendevano la Iron Steamboat Company e la Blackwall Railway Company, per cui furono costruiti svariati vapori a pale tra cui la Meteor e la Prince of Wales, che operò tra Gravesend e la stazione della compagnia al Brunswick Wharf.
In questo periodo la società vinse alcuni contratti dell'Ammiragliato, tra cui la HMS Recruit (un brigantino da 12 cannoni) che fu una delle prime navi da guerra costruite in ferro. Costruì anche per la P & O Company i piroscafi Ariel e Erin, insieme al vapore a pale Preussischer Adler per la Prussia.

### 1847–56
Thomas Ditchburn andò in pensione nel 1847 e il lavoro fu continuato da Charles Mare, col nuovo nome C.J. Mare and Company. A lui si unì l'architetto navale James Ash, che aprì poi un suo cantiere a Cubitt Town.
Dal 1847 la società crebbe considerabilmente e Mare comprò terreni sul lato di Canning Town del fiume Lea. Un traghetto fu istituito tra i due siti produttivi della società.
Mare dotò il cantiere di fornaci e laminatoi, così che potesse costruire navi da 4000 t. A causa della strettoia data da una lingua di sabbia alla bocca del Lea, a Orchard Place era possibile costruire navi fino a 1000 t. Nel 1853 la società varò la SS Himalaya per la P&O, brevemente la nave passeggeri più grande al mondo, prima di diventare una nave per il trasporto truppe.
Nel 1855 la società, che ora aveva più di 3000 lavoratori, temette la chiusura a causa della bancarotta di Mare. Alcuni pensano che le sue difficoltà finanziarie siano nate dai ritardi nei pagamenti per il lavoro terminato o, in alternativa, che la compagnia sbagliò a calcolare il costo di costruzione per alcune unità per la Royal Navy. Il cantiere non mancava di ordini, avendo al momento in mano il contratto per sei cannoniere e per la costruzione del Westminster Bridge (che fu costruito nel 1862).

### 1857–1912
I creditori di maggioranza della società si mossero per mantenerla in operazione e due impiegati, Joseph Westwood e Robert Baillie, furono nominati capi cantiere. La figura principale dietro al salvataggio della società fu Peter Rolt, suocero di Mare e deputato conservativo di Greenwich. Rolt era anche un mercante di legname e discendente della famiglia Pett di costruttori navali. Fu supportato nell'impresa da un altro dirigente commerciale, Lord Alan Spencer-Churchill.
Rolt prese il controllo degli averi della società e nel 1857 li trasferì a una nuova società a responsabilità limitata, chiamata Thames Ironworks and Shipbuilding and Engineering Company Ltd.. Ebbe un capitale iniziale di 100000 £, in 20 azioni da 5000 £ l'una, cinque delle quali furono acquistate da Rolt, che divenne l'azionista di maggioranza e anche presidente del consiglio d'amministrazione.

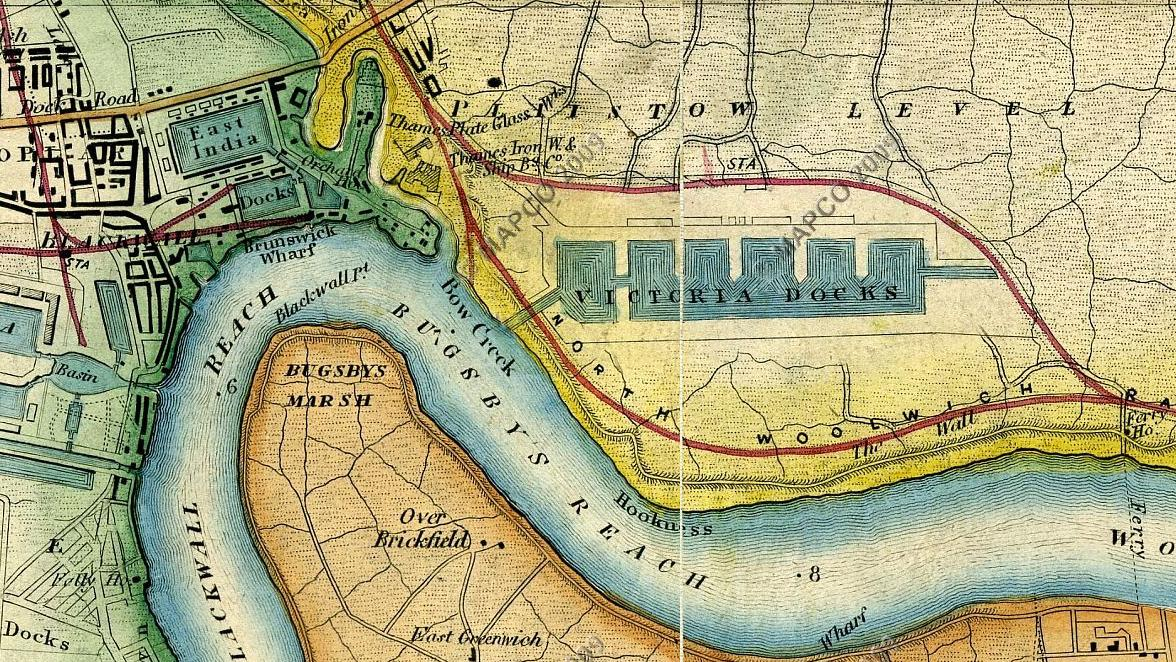
Mappa che mostra i Victoria Docks, oggi i Royal Victoria Dock, Bow Creek e la Thames Ironworks and Shipbuilding Company, circa 1872.

La nuova società era la più grande azienda di costruzioni navali sul Tamigi e i suoi cantieri furono descritti sul Mechanics' Magazine del 1861 come "officine leviataniche". Le mappe di grande scala dell'Ordnance Survey degli anni '60 del 1800 mostrano che il cantiere occupava un'ampia zona triangolare tra un'ansa verso destra sulla sponda est del Bow Creek , con la ferrovia verso Thames Wharf sul terzo lato, e un cantiere più piccolo sulla sponda ovest. Il cantiere principale aveva una banchina lunga 320 m. Verso sudest il cantiere occupava la sponda nord del Tamigi a est di Bow Creek, con sue scivoli con accesso diretto al fiume principale. Oggi il sito originale è attraversato dal Lower Lea Crossing della A1020 e dalla Docklands Light Railway a sud della stazione di Canning Town.
Dal 1863 la società ebbe la capacità di costruire simultaneamente 25000 t di navi da guerra e 10000 t di piroscafi. Uno dei primi contratti dell'Ammiragliato fu per la HMS Warrior, varata nel 1860, al tempo la più grande nave da guerra del mondo e la prima fregata corazzata con scafo in ferro. La HMS Minotaur seguì nel 1863, con una lunghezza di 120 m e un dislocamento di 10690 t.
Il lavoro su navi come la Minotaur si svolgeva sul lato di Canning Town del Lea e proprio lì la Thames Ironworks espanse il proprio cantiere da meno di 10 acri nel 1856 a 30 acri nel 1891. Il vecchio cantiere di Orchard Place fu ancora l'indirizzo ufficiale della società fino al 1909, ma la presenza lì divenne minima e verso la fine degli anni '60 del 1800 erano rimasti alla società solo 5 acri di terreno.
I cantieri navali generici sul Tamigi furono messi alle strette dal vantaggio nei costi dei cantieri del nord dell'Inghilterra, che avevano una vicinanza maggiore alle zone produttive di acciaio e carbone, e molti cantieri dopo la crisi finanziaria del 1866 dovettero chiudere. Tra i sopravvissuti ci furono quelli che, come la Thames Ironworks, si specializzarono in navi da guerra e transatlantici.

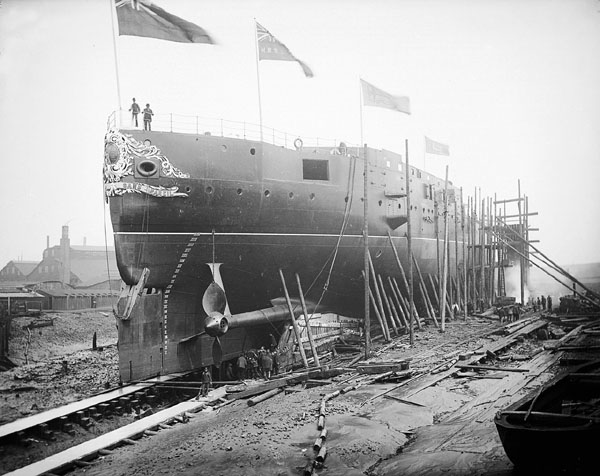
Vista poppiera della HMS Sans Pareil pronta per il varo, 1887.

A seguito del successo della HMS Warrior e della HMS Minotaur, le marine di tutto il mondo ordinarono navi simili; ne furono costruite per Danimarca, Grecia, Portogallo, Russia, Spagna e per l'Impero Ottomano. Il cantiere costruì nel 1868 la prima nave con scafo di ferro della marina prussiana, la SMS König Wilhelm, e nel 1884 l'incrociatore Afonso de Albuquerque per il Portogallo. Per la marina rumena furono costruite una moltitudine di unità minori, tra cui il brigantino Mircea. Fu un'unità notevole anche il piccolo posamine Alexandru cel Bun. L'Ironworks produsse anche per la marina rumena una classe di tre piccole cannoniere da 45 t, una classe di tre cannoniere medie da 116 t e una classe di otto torpediniere da 50 t.
Negli anni '90 del 1800 il filantropo Arnold Hills divenne il direttore operativo. Si era in origine unito al consiglio d'amministrazione nel 1880 all'età di 23 anni. Hills fu uno dei primi direttori finanziari ad introdurre volontariamente la giornata lavorativa di 8 ore per i suoi dipendenti, in un periodo in cui i turni per gli operai erano in media tra le 10 e le 12 ore.
Nel 1895 Hills aiutò a fondare una squadra di calcio per i lavoratori del cantiere, il Thames Ironworks F.C., che in due anni riuscì ad entrare nell'FA Cup e nella London League. Come risultato del volere del comitato di avere giocatori professionisti, il Thames Ironworks F.C. fu sciolto nel giugno 1900 e un mese dopo fu fondato il West Ham United F.C.
Nel 1899 la società si fuse con il costruttore di motori John Penn and Sons, dando vita alla Thames Iron Works, Shipbuilding and Engineering Co.
Durante il periodo di vita del cantiere furono prodotte 144 navi da guerra e molte altre navi. Nel 1911 Hills domandò a Winston Churchill, allora Primo Lord dell'Ammiragliato, il perché della mancanza di nuovi ordini. La petizione fu infruttuosa e il cantiere fu obbligato a chiudere nel 1912. In due anni sarebbe scoppiata la prima guerra mondiale e l'ultima grande nave costruita dal cantiere prese parte alla battaglia dello Jutland.

## Archeologia
Nel 2012 una parte del cantiere sulla penisola di Limmo fu sede di scavi archeologici durante la costruzione della Crossrail.

## Prodotti notevoli
- Negli anni 50 del 1800 la società produsse su progetto di I. K. Brunel i pezzi in ferro per il Royal Albert Bridge, ponte sul fiume Tamar presso Saltash.
- La HMS Warrior, varata nel 1860, la prima nave da guerra completamente in ferro. Quando fu completata, nell'ottobre 1861, la Warrior era la più grande, più veloce, più pesantemente armata e più pesantemente corazzata nave al mondo.
- Negli anni 90 del 1800 il cantiere costruì sei corazzate che formarono la linea di battaglia giapponese durante la guerra russo-giapponese.
- Il varo della HMS Albion nel 1898 fu sporcato dall'incidente in cui persero la vita diversi spettatori a causa del collasso di una passerella.
- L'ultima grande nave da guerra costruita dal cantiere fu la HMS Thunderer (22500 t), varata nel 1911.

## Navi costruite
- HMS Trident, Royal Navy, 1845.
- HMS Recruit, Royal Navy, 1846, brigantino in ferro.
- Rigi, 1847. In servizio continuo sul lago di Lucerna fino al 1952. Dal decomissionamento è in mostra al museo svizzero dei trasporti.
- Vladimir, Russia, 1848, vapore a pale da guerra.
- Argo, 1853. Prima nave a vapore a circumnavigare il mondo.
- SS Himalaya, Peninsular and Oriental Steam Navigation Company, 1853. In seguito HMS Himalaya della Royal Navy.
- HMS Warrior, Royal Navy, 1860.
- Yavari e Yapura, marina peruviana, 1862. Esportate in sezioni ed assemblate sul lago Titicaca.
- Mahmudiye, marina ottomana, 1863.
- HMS Minotaur, Royal Navy, 1863.
- Pervenetz, marina russa, 1863.
- HMS Valiant, Royal Navy, 1863.
- Victoria, 1865, fregata.
- Vitoria, marina spagnola, 1865.
- HMS Serapis, Royal Navy, 1866, nave trasporto truppe.
- Anglia, 1866, rimorchiatore a pale in ferro.
- SMS König Wilhelm, marina prussiana, 1869.
- Avnillah, marina ottomana, 1869.
- Feth-i Bülend, marina ottomana, 1870.
- HMS Magdala, Royal Navy, 1870.
- Hamidiye, marina ottomana, 1872. Comprata dalla Royal Navy come HMS Superb.
- Mesudiye, marina ottomana, 1872.
- PS Castalia, English Channel Steamship Company, 1874.
- Mindelo, marina portoghese, 1875.
- Rainha De Portugal, marina portoghese, 1875.
- Vasco da Gama, marina portoghese, 1876.
- Fox, 1877, rimorchiatore in ferro.
- Canada, 1880, rimorchiatore a elica.
- HMS Linnet, Royal Navy, 1880.
- Afonso de Albuquerque, marina portoghese, 1884.
- HMS Benbow, Royal Navy, 1885.
- HMS Sans Pareil, Royal Navy, 1887.
- HMS Blenheim, Royal Navy, 1890.
- SS Robin, Arthur Ponsonby, 1890.
- HMS Grafton, Royal Navy, 1892.
- HMS Theseus, Royal Navy, 1892.
- Fuji, 1896, nave da battaglia.
- Shikishima, 1898, nave da battaglia.
- HMS Albion, Royal Navy, 1898.
- HMS Cornwallis, Royal Navy, 1901.
- HMS Duncan, Royal Navy, 1901.
- Louisa Heartwell, RNLI, 1902, lancia di salvataggio di Cromer.
- HMS Black Prince, Royal Navy, 1904.
- J C Madge, RNLI, 1904, lancia di salvataggio di Sheringham.
- HMS Nautilus, Royal Navy, 1910. In seguito rinominata HMS Grampus.
- HMS Thunderer, Royal Navy, 1911.

## Collegamenti con il West Ham United Football Club
I lavoratori della Thames Ironworks formarono una squadra di calcio, chiamata Thames Ironworks Football Club. Questa squadra fu in seguito rinominata West Ham United, il cui emblema, due martelli incrociati, rappresentano i grossi martelli utilizzati dai rivettatori nella costruzione di navi. Il West Ham è chiamato anche The Hammers, "I Martelli" in italiano, per questo motivo.
Mentre i media e il mondo calcistico in generale si riferisce alla squadra come agli Hammers, i tifosi del club hanno sempre chiamato la propria squadra The Irons, in collegamento alla Thames Ironworks. Il coro 'Come on you Irons' si sente ad ogni partita del West Ham.
La forma della sedicesima iterazione del badge della squadra, lanciata nel 2016 dopo lo spostamento all'Olympic Stadium, è una rappresentazione della sezione trasversale di prua della HMS Warrior, prima nave da guerra corazzata totalmente costruita in ferro, varata dalla Thames Ironworks nel 1860.

### Ulteriori letture
- Johnston, Ian; Buxton, Ian (2013). The Battleship Builders – Constructing and Arming British Capital Ships (Hardback). Annapolis, Maryland: Naval Institute Press. ISBN 978-1-59114-027-6.